# Гольбек
Гольбек (дан. Holbæk) — місто Данії, адміністративний центр комуни Гольбек.
Гольбек є великим промисловим, торговим і туристичним центром Данії. Місто є великим залізничним вузлом і портом країни. Порт Гольбек (дан. Port Holbek) розташований від входу в Ісе-Фіорд (Ise Fjord) приблизно у 26 км.

## Розташування
Гольбек знаходиться на північному узбережжі острова Зеландія (дан. Sjælland). Від столиці Данії, Копенгагена, місто Гольбек знаходиться у 71 км, до міста Орхус відстань 127 км, до Оденсе — 91 км. Гольбек має поромне сполучення з островом Оре, який також входить до складу комуни Гольбеку.
Найближчий міжнародний аеропорт знаходиться в Копенгагені, аеропорт Каструп, на відстані 74,4 км. З Копенгагена до Гольбек можна дістатися на поїзді або на автобусі.

## Клімат
У місті Гольбек вологий континентальний клімат. Середньорічна температура у місті — 8.3 °C. Найтепліший місяць року — серпень з середньою температурою 16.9 °C. Середня температура у лютому — -0.3 °C. Це найнижча середня температура протягом року.
Протягом року випадає значна кількість опадів. У рік випадає близько 593 мм опадів. Найпосушливіший місяць — лютий з опадами 29 мм. Велика частина опадів випадає в липні, у середньому 64 мм.

## Населення
У місті за даними перепису 2015 року проживає 26 961 осіб.
| 1980   | 1985   | 1990   | 1995   | 2000   | 2005   | 2006   | 2007   | 2008   | 2009   | 2010   | 2011   | 2015   |
| ------ | ------ | ------ | ------ | ------ | ------ | ------ | ------ | ------ | ------ | ------ | ------ | ------ |
| 29 578 | 30 154 | 31 151 | 32 485 | 33 864 | 35 113 | 25 622 | 25 987 | 26 267 | 26 623 | 27 157 | 27 055 | 26 961 |

## Визначні місця
Серед визначних пам'яток Гольбека — музеї (музей Гольбек («дан. Holbæk Museum»), музей спогадів («дан. Museet Ourø Minder»), музей просто неба («дан. Andelslandsbyen Nyvang»), галереї, храми. Поціновувачі мистецтва гідно оцінять галерею «Juel Verland Art», тут виставлені роботи, виконані аквареллю, живописом, а також графіка, текстиль, кераміка і скульптури. У місті є галерею палаючого міста «Galleri Brænder».
У Гольбеку можна відвідати парафіяльну церкву 1100 року «Ågerup» або парафіяльну церкву «Hjembæk», прикрашену 1500 фресками, а також одну з рідкісних парафіяльних церков «Tveje Merløse Kirke». Також в місті є церква «Orø Kirke» з кінця часів Римської імперії. Недалеко від Гольбеку знаходиться обсерваторія Брофельде (Observatoriet Brorfelde), заснована у 1953 році. На території Гольбек є багато природних заповідників, парків і територій, де можна чудово відпочити. Тут же знаходяться відомі ліси «Ladegård» та заповідник «Åmosen».
У місті дуже багато кав'ярень та ресторанів, у яких подають, в основному, національну кухню.

## Відомі уродженці
- Конні Хедегорд — данський та європейський політик, європейський комісар з питань клімату

## Міста побратими
- Целле, (Німеччина)[3];
- Дорчестер, (Велика Британія);
- Ботевград, (Болгарія);
- Прієкуле, (Латвія);
- Пайміо, (Фінляндія);
- Треллеборг, (Швеція).

## Світлини

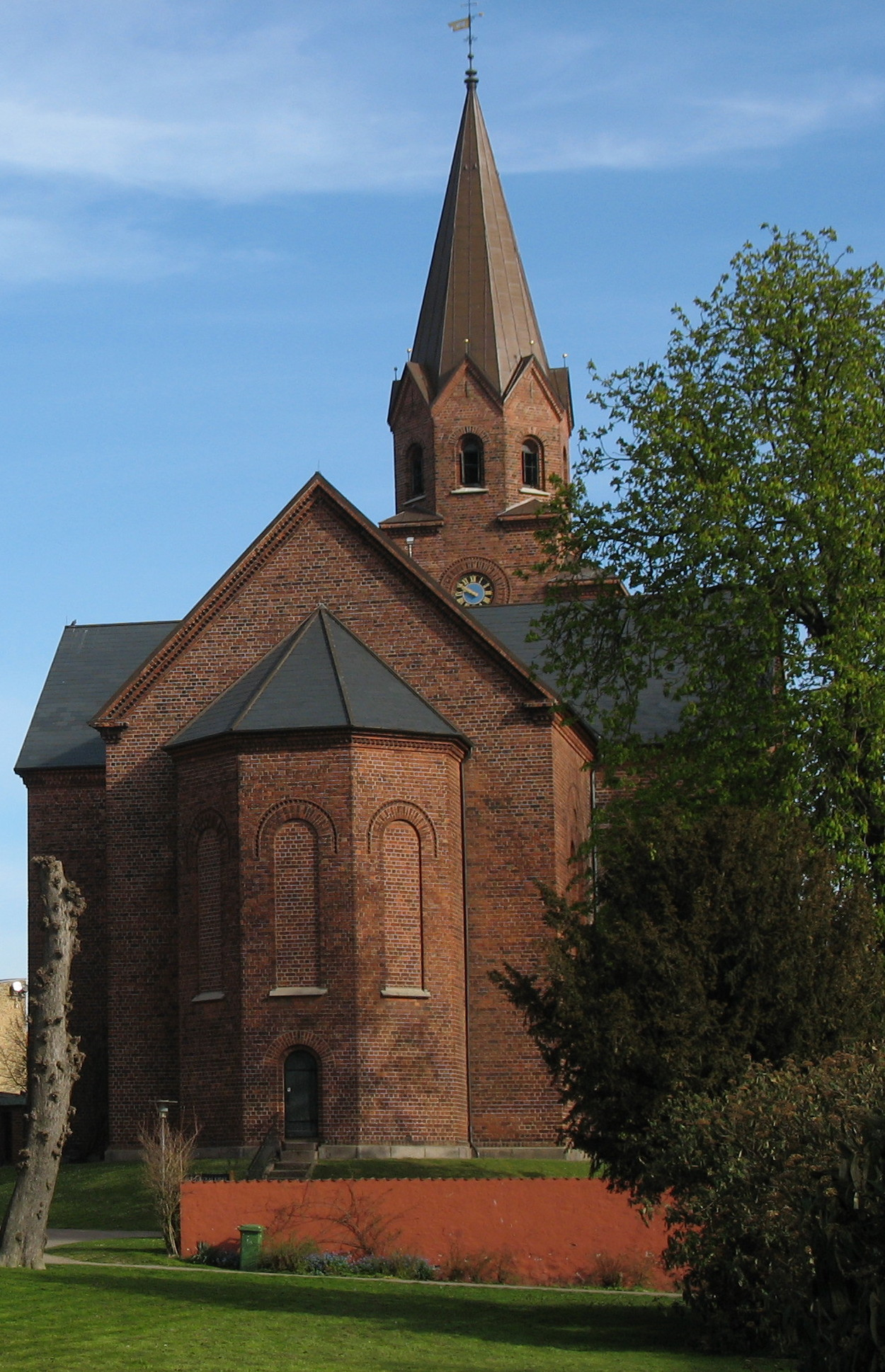
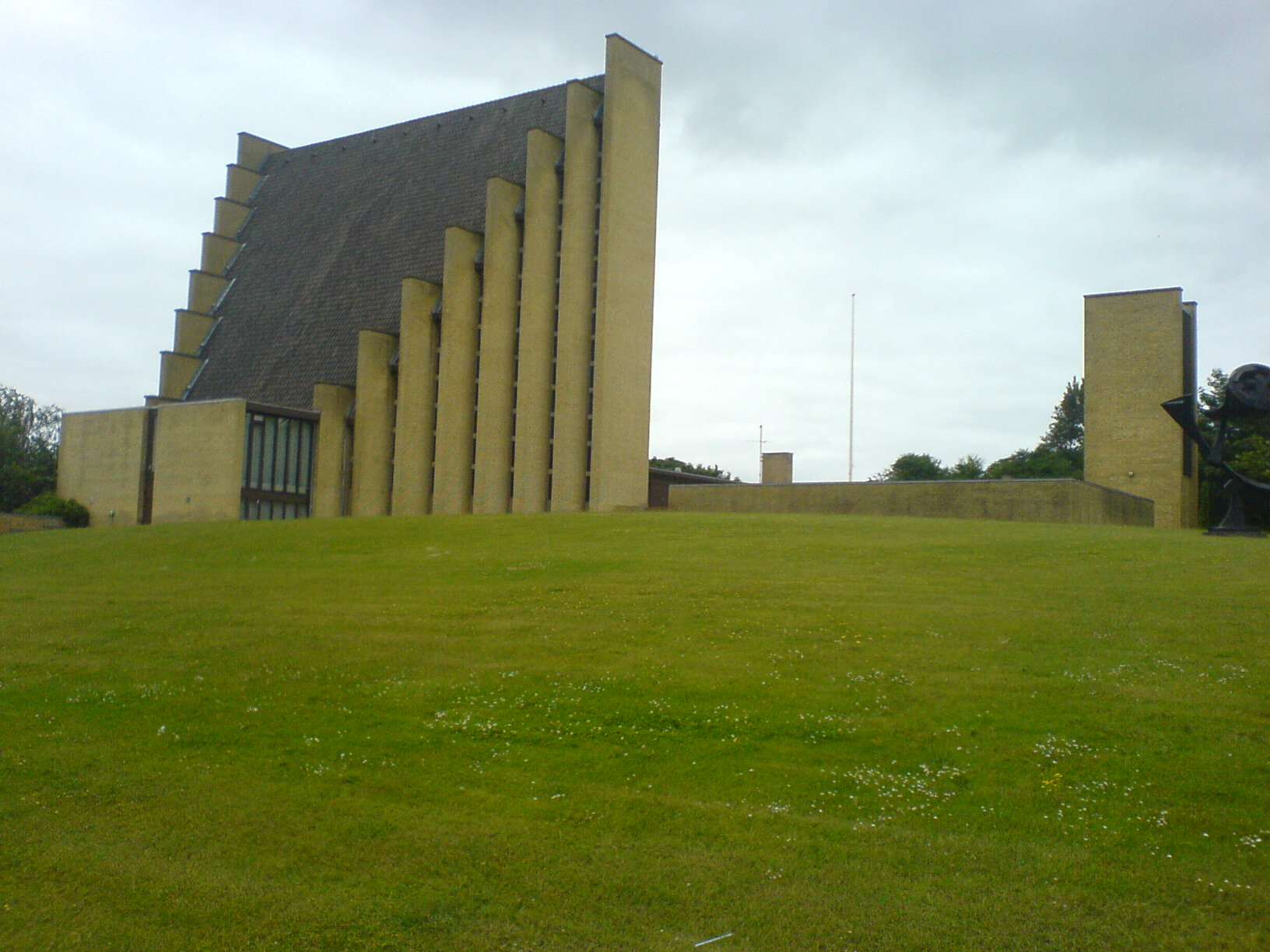
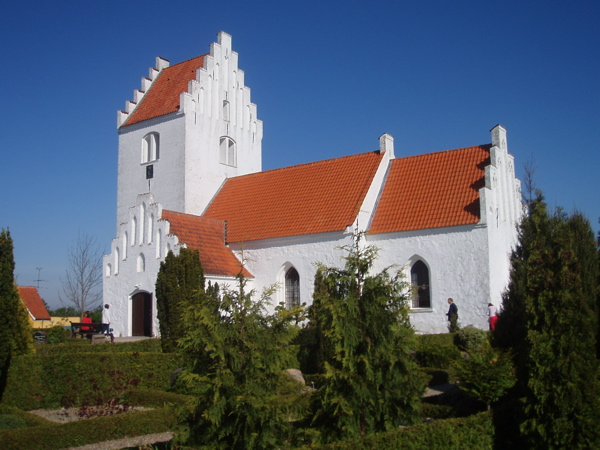
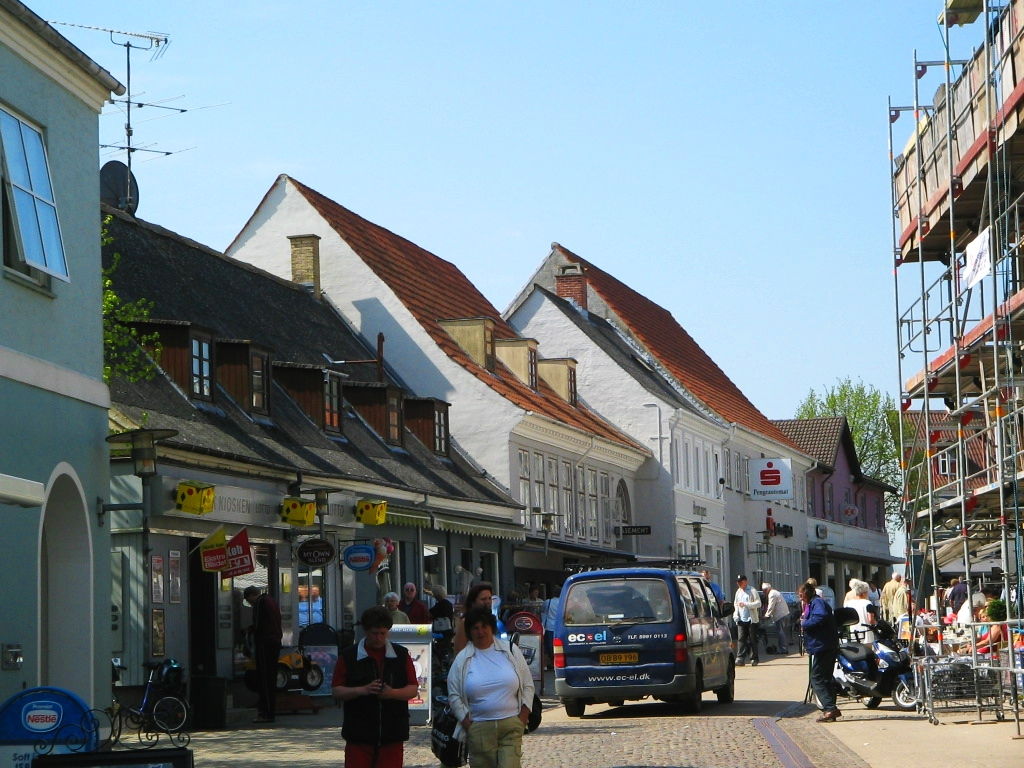
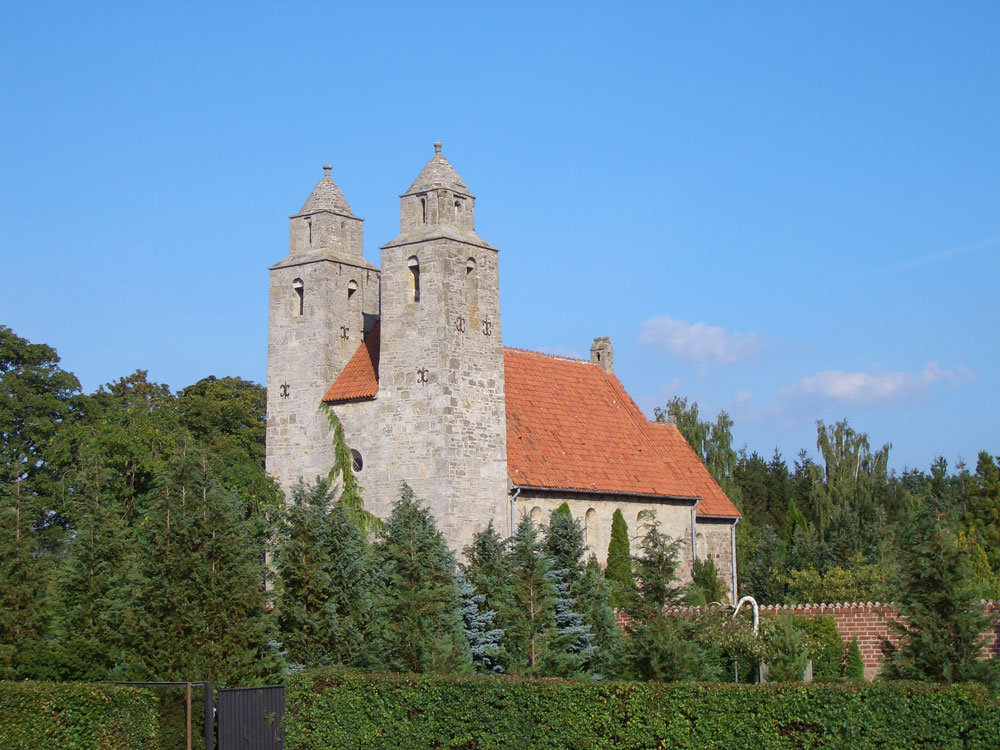
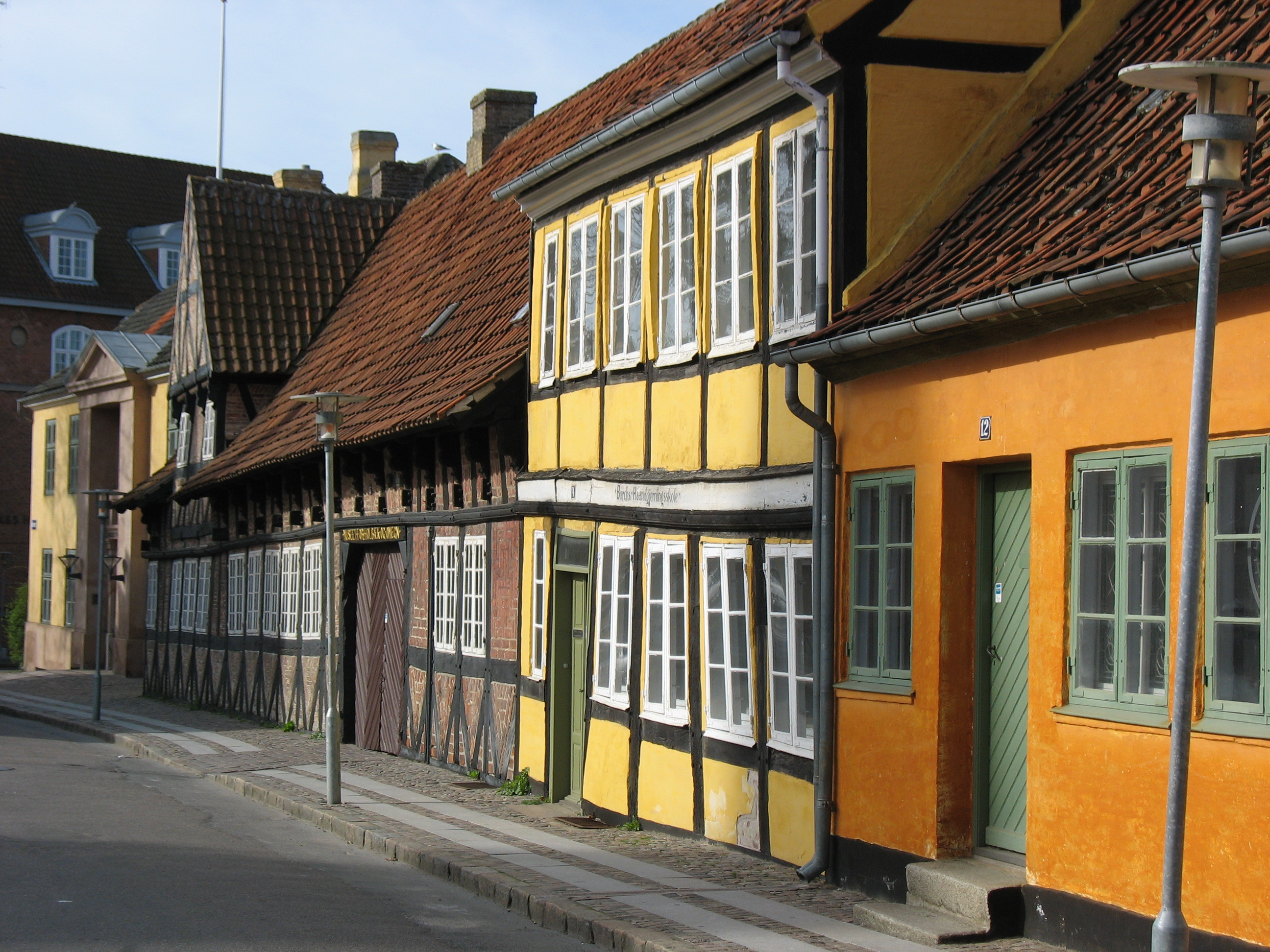